# HD 155358 b
HD 155358 b est une planète géante gazeuse qui orbite autour de l'étoile HD 155358, située à 43 parsecs, soit 142 années-lumière, dans la constellation d'Hercule. Cette planète orbite à une distance d’environ 64 % de la distance entre la Terre et le Soleil et présente une excentricité modérée. La masse de la planète représente au moins 89 % de celle de Jupiter, selon l'inclinaison de l'orbite et la masse réelle de l'étoile. Il lui faut plus de six mois pour orbiter autour de l'étoile.